# Patrick McEnroe

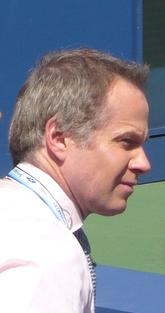
Patrick McEnroe.

Patrick McEnroe (Manhasset, New York, Estados Unidos, 1 de julio de 1966) es un exjugador de tenis estadounidense que alcanzó a ser n.º 3 del mundo en dobles. Fue campeón de Copa Davis como capitán del equipo estadounidense en 2007. Es el hermano menor de John McEnroe.

## Finales de Grand Slam

### Campeón Dobles (1)
| Año  | Torneo        | Pareja    | Oponentes en la final            | Resultado       |
| 1989 | Roland Garros | Jim Grabb | Mansour Bahrami Eric Winogradsky | 6-4 2-6 6-4 7-6 |

### Finalista Dobles (1)
| Año  | Torneo               | Pareja        | Oponentes en la final  | Resultado       |
| 1991 | Abierto de Australia | David Wheaton | Scott Davis David Pate | 7-6 6-7 3-6 5-7 |